# Emmanuel Straschnov
Emmanuel Straschnov (né à Paris) est un entrepreneur français. Il est fondateur de Bubble, un logiciel de programmation visuelle, et un des pionniers du développement No code.

## Enfance et formation
Emmanuel Straschnov a grandi en Normandie. Après des classes préparatoires au Lycée Louis-le-Grand, Emmanuel Straschnov intègre l'École polytechnique en 2003. Il sort de Polytechnique en 2006 et rejoint la fonction publique en tant que membre du Corps des ponts et chaussées.
Après quelques années de conseil en stratégie en Chine, Straschnov reçoit un Master of Business Administration de la Harvard Business School en 2012.

## Vie professionnelle
Après la sortie de l'École Polytechnique, Straschnov commence sa carrière dans le conseil en stratégie à Shanghai chez Roland Berger Strategy Consultants. 
En 2012, après un MBA à Harvard, Straschnov rencontre Joshua Haas et le rejoint en tant que fondateur de Bubble. Bubble est un logiciel de programmation visuelle dont l'objectif est de rendre la programmation accessible à tous. Bubble a levé $6,250,000 en 2019 auprès d'investisseurs de la Silicon Valley et d'entrepreneurs.
Emmanuel Straschnov intervient, régulièrement sur Bubble, le no-code, et l'importance de rendre la technologie accessible à tous,.